# سینما پیروزی (کرمانشاه)
سینما پیروزی یا سینما آتلانتیک یک سالن سینما در شهر کرمانشاه بود که در خیابان سعدی این شهر قرار داشت. این سینما به عنوان یک سینمای ممتاز رتبه‌بندی شده‌بود و دارای یک سالن نمایش فیلم به ظرفیت ۷۸۰ نفر بود.

## تاریخچه
این سینما در مهر سال ۱۳۴۵ با نام سینما آتلانتیک و با گنجایش ۷۸۰ صندلی تأسیس شد. افتتاحیۀ این سینما با نمایش فیلم مردی از استانبول (۱۹۶۵) با بازی هورست بوخهولتس و سیلوا کوشچینا همراه بود. محمدعلی سلطانی بنیانگذاران این سینما را خدیوی و رضا ثابتی عنوان کرده‌است. به گفتۀ‌ محمد حبیبیان فردی به نام وطن‌چی مالکیت زمین سینما را در دست داشته و خدیوی و ثابتی با وی قرارداد می‌بندند که در زمین وی سینمایی ساخته و تا بیست سال عواید آن را در اختیار داشته‌باشند و پس از بیست سال سینما را به مالک زمین واگذار کنند. سینما آتلانتیک در دههٔ ۱۳۵۰ از نظر معماری، دکوراسیون داخلی، کیفیت صندلی‌ها و همچنین کیفیت صدا و تصویر مدرن‌ترین سینمای کرمانشاه به شمار می‌آمد. در این سینما نیز همچون سینما ایران کرمانشاه فیلم‌های هنری اکران می‌شد و به همین دلیل این دو سینما بر سر جذب روشنفکران و علاقه‌مندان به فیلم‌های فاخر در رقابت بودند. از جمله فیلم‌های غیرایرانی که در این سینما نمایش داده‌شد می‌توان به شکوه علفزار (۱۹۶۱) اثر الیا کازان، بانی و کلاید (۱۹۶۷) اثر آرتور پن، بندباز (۱۹۵۶) اثر کارول رید و می‌خواهم زنده بمانم! (۱۹۵۸) اثر رابرت وایز اشاره کرد. فیلم‌های داریوش مهرجویی مانند گاو، و نیز فیلم طبیعت بی‌جان از سهراب شهید ثالث نیز در این سینما اکران شد.
در سال ۱۳۵۲ چند تن از روشنفکران و شیفتگان سینمای هنری در کرمانشاه سالن سینما آتلانتیک را اجاره کرده و روزهای جمعه از ساعت ۱۱ تا ۱ نیمروز فیلم‌های مطرح سینمای جهان را در این سالن اکران نمایش می‌دادند. انتخاب و آماده کردن فیلم‌ها را علی‌اشرف درویشیان در تهران انجام می‌داد. سپس محمد حبیبیان و احمد نوربخش عصر چها‌رشنبه با ماشین شخصی نوربخش به تهران رفته و صبح روز پنجشنبه فیلم را به کرمانشاه می‌رساندند. عصر پنجشنبه نیز فيلم با حضور حبیبیان، نوربخش و پرویز صمیمی در منزل شخصی ایرج محبی از دبیران فیزیک کرمانشاه که در منزل خود آپارات ۳۵ میلیمتری داشت تماشا می‌شد و نهایتاً صبح جمعه فیلم به آپاراتچی سينما آتلانتيک را تحویل داده می‌شد. از جمله فیلم‌های به نمایش درآمده می‌توان به هملت اثر گریگوری کوزینتسف، اتلو اثر سرگی یوتکویچ (با بازی سرگئی باندارچوک) و چهل و یکمین اثر گریگوری چوخرای اشاره کرد. نمایش این فیلم‌ها با استقبال گستردهٔ جوانان کرمانشاهی مواجه شد، به گونه‌ای که سالن مملو از جمعیت شده و تماشاگران حتی روی پله‌های سالن را نیز پر می‌کردند. استقبال مردم از این برنامهٔ فرهنگی سبب شد تا ساواک به مالکان سینما فشار آورده و در هفتهٔ ششم جلوی ادامهٔ نمایش فیلم را بگیرد.

### پس از انقلاب ۱۳۵۷
در جریان انقلاب بهمن ۱۳۵۷ سینما پیروزی مورد هجوم نیروهای مذهبی افراطی قرار گرفت و دچار آتش‌سوزی شده و خسارت‌هایی بدان وارد آمد. در روز ۱۰ شهریور ۱۳۵۷ تظاهراتی در خیابان فردوسی و در مقابل مسجد بروجردی کرمانشاه از طرف نیروهای اسلام‌گرا اتفاق افتاد. با مداخلۀ پلیس جمعیت متفرق شد، اما گروهی از تظاهرکنندگان به خیابان سعدی و چهارراه شیر و خورشید کرمانشاه رفتند و تلاش کردند تا سینما پیروزی را به آتش بکشند. در روز ۲ آبان ۱۳۵۷ نیز تظاهرات بزرگ دیگری برگزار شد که اگرچه با ابتکار عمل معلمان و دانش‌آموزان مدارس و به دنبال تعطیلی یک‌روزۀ مدارس در روز ۱ آبان به راه افتاده‌بود، اما مورد استقبال عمومی مواجه شد و بیش از ۱۵ هزار نفر در آن شرکت کردند. در این تظاهرات نیز عده‌ای از اسلام‌گرایان افراطی که به تظاهرات مردمی وارد شده‌بودند بار دیگر به سینما آتلانتیک حمله کرده و شیشه‌های آن را شکستند.
پس از انقلاب بهمن ۱۳۵۷ سینما آتلانتیک نیز همچون دیگر سینماهای ایران تعطیل شد. در ۲ مرداد سال ۱۳۵۹ به دستور علی قدوسی دادستان کل انقلاب اسلامی تمام سینماهای ایران توسط حکومت به نفع بنیاد مستضعفان مصادره شدند و سینما آتلانتیک نیز مصادره و تعطیل شد. تعطیلی سینما آتلانتیک تا مدتی طولانی ادامه یافت. در سال ۱۳۶۴ نام سینما به «سینما پیروزی» تغییر داده شد و مالکیت آن نیز به حوزه هنری سازمان تبلیغات اسلامی واگذار شد. بدین ترتیب این سینما با نام سینما پیروزی در روز ۱۸ فروردین ۱۳۶۵ با نمایش فیلم اتوبوس به کارگردانی یداله صمدی بازگشایی شد.
فعالیت سینما پیروزی تا سال ۱۳۸۳ ادامه یافت. در این مدت نیز فیلم‌هایی مانند از کرخه تا راین (۱۳۷۱) اثر ابراهیم حاتمی‌کیا، سگ‌کشی (۱۳۸۰) اثر بهرام بیضایی و دوئل (۱۳۸۲) اثر احمدرضا درویش در این سینما به نمایش درآمد. در شهریور ماه ۱۳۸۳ سینماهای دولتی کرمانشاه همگی اعلام ورشکستگی کرده و همزمان تعطیل شدند. با این حال اندکی بعد فعالیت سینما پیروزی از سر گرفته شد. تا سال ۱۳۸۷ این سینما به صورت نیمه ورشکسته به فعالیت خود ادامه داد، اما در نهایت از دی ۱۳۸۷ از سوی حوزهٔ هنری سازمان تبلیغات اسلامی کرمانشاه که ادارهٔ آن را بر عهده داشت تعطیل اعلام شد.

## بازسازی سینما پیروزی
سینما پیروزی از دی ۱۳۸۷ به مدت طولانی تعطیل بود و در این مدت ساختمان سینما به مخروبه تبدیل شد. برای بازسازی سینما پیروزی طرحی تهیه شد که قرار بود دو سالن سینمایی ۱۵۰ نفره، یک سالن ۴۰۰ نفره و بخش‌های مختلف دیگر را در بر بگیرد، اما در آذر ۱۳۹۱ مدیر وقت حوزۀ هنری کرمانشاه از توقف بازسازی به دلیل کمبود اعتبار خبر داد و اعتبار مورد نیاز برای بازسازی این سینما را چهار میلیارد تومان اعلام کرد.
در فروردین ۱۳۹۵ رئیس وقت حوزه هنری استان کرمانشاه از بازسازی این سینما به صورت یک مجتمع سینمایی با سه سالن سینما و سایر بخش‌های جانبی با کمک حوزه هنری خبر داد و وعده داد که در صورت تخصیص اعتبار کار بازسازی تا پایان سال ۱۳۹۶ به بهره‌برداری برسد. با این وجود در شهریور ۱۳۹۵ رئیس وقت حوزهٔ هنری کرمانشاه مبلغ مورد نیاز برای بازسازی سینما پیروزی را ۱۰ تا ۱۲ میلیارد تومان اعلام کرد  و در بهمن ۱۳۹۵ از منتفی بودن عملیات بازسازی یا تخریب و دوباره‌سازی آن به دلیل فقدان منابع مالی خبر داد. در زلزلهٔ ۲۱ آبان ۱۳۹۶ ساختمان فرسوده و متروک سینما پیروزی دچار آسیب جدی شد و بخش‌هایی از آن دچار ریزش گردید. به همین دلیل پس از زلزله تخریب شده و زمین آن تسطیح گردید.
در سال ۱۳۹۸ رییس جدید حوزۀ هنری کرمانشاه از امضای قراردادی بین حوزهٔ هنری استان کرمانشاه و موسسهٔ بهمن سبز خبر داد که بر اساس آن قرار است سینما پیروزی کرمانشاه در قالب یک مجتمع تجاری و فرهنگی، به پردیسی ۸ طبقه با ۷ سالن مدرن و مجهز تبدیل شود. در این طرح بناست که طبقهٔ آخر مجتمع به یک سالن روباز چهار فصل تبدیل شود. طبق برنامهٔ زمان‌بندی قرار است که عملیات ساخت پروژه در اوایل سال ۱۳۹۹ آغاز شده و تا پایان سال ۱۴۰۰ آمادهٔ بهره‌برداری شود. گفته می‌شود که این مجموعه بزرگ‌ترین سینمای غرب کشور خواهد بود و هدف از ساخت آن فراتر از احیای یک سینما، راه‌اندازی یک قطب فرهنگی در غرب کشور اعلام شده‌است. این مجتمع فرهنگی و تجاری علاوه بر سالن‌های سینما و فضاهای تجاری، بخش‌هایی مانند کتابخانه، سرزمین کودک، رستوران، موزه صنایع دستی، نگارخانه، هایپرمارکت و پارکینگ را نیز در بر خواهد گرفت.
از ابتدای سال ۱۳۹۹ به دلیل شیوع کرونا و منصرف شدن سرمایه‌گذاران از سرمایه‌گذاری در این طرح، اجرای آن متوقف ماند. در ۴ مهر ۱۴۰۱ رئیس حوزه هنری استان کرمانشاه با اعلام پیدا شدن سرمایه‌گذار برای ساخت یک پردیس هفت تا هشت طبقه، این پروژه را در مرحلۀ طراحی نقشه اعلام کرد و وعده داد که کار ساخت این مجموعه مشتمل بر یک سالن بزرگ، سه سالن متوسط و چهار سالن کوچک برای نمایش فیلم، یک سالن استاندارد برای کنسرت‌های موسیقی، یک پلاتوی تئاتر و فضاهای تفریحی و تجاری تا پایان سال ۱۴۰۱ آغاز خواهد شد. در بهن ۱۴۰۱ رئیس حوزۀ هنری استان کرمانشاه از امضای تفاهم‌نامۀ ساخت پردیس سینما پیروزی با یک سرمایه‌دار بخش خصوصی خبر داد. در ۲۶ مرداد ۱۴۰۲ مسئولان حوزه هنری کرمانشاه در کنفرانسی خبری به همراه چند سرمایه‌گذار بخش خصوصی تفاهم‌نامه‌ای برای احداث پردیس سینمایی-تجاری پیروزی با برآورد سرمایه‌گذاری ۱۰۰ میلیارد تومان امضا کردند. قرار است این پردیس در ۹ طبقه ساخته‌شود و دو طبقه پارکینگ، سه طبقه تجاری، یک طبقه رستوران، یک طبقه گردشگری و شهربازی و دو طبقه سینما را دربربگیرد، به گونه‌ای که هشت سالن در طبقات سینمایی و یک سالن سینمایی روباز نیز بر روی پشت بام جمعاً با ظرفیت ۱۲۰۰ صندلی ساخته‌شود. در آبان ۱۴۰۲ مدیر حوزه هنری استان کرمانشاه بار دیگر وعده داد که ساخت این مجتمع تا پایان سال ۱۴۰۲ آغاز و ساختمان ظرف مدت یک سال آماده گردد. در خرداد ۱۴۰۳ خبرگزاری دانشجویان ایران (ایسنا) با انتشار گزارشی از به انجام نرسیدن این پروژه و کمبود فضاهای تفریحی در کرمانشاه انتقاد کرد. در مهر ۱۴۰۳ نیز یک بار دیگر رئیس حوزۀ هنری استان کرمانشاه وعده داد که کلنگ پردیس سینما پیروزی تا پایان سال ۱۴۰۳ به زمین زده خواهد شد. در ۲۷ فروردین ۱۴۰۴ رئیس حوزۀ هنری کرمانشاه اعلام کرد که پردیسی پنج‌طبقه در محل سینما پیروزی ساخته خواهد شد که یک طبقۀ آن تجاری، دو طبقه پردیس سینمایی با ظرفیت ۱۵۰۰ صندلی و دو طبقه با کاربری گردشگری خواهد بود و وعده داد که این پروژه در مدت حداکثر دو سال به بهره‌برداری برسد.